# Melanolophia atigrada
Melanolophia atigrada là một loài bướm đêm trong họ Geometridae.